# Rallye Terre des Causses
Le Rallye Terre des Causses (dite aussi Terre des Causses Rouerguat) est un rallye automobile se déroulant sur des chemins de terre, autour de la ville de Capdenac-Gare dans le département français de l'Aveyron.

## Histoire
Cette épreuve compte pour le championnat de France des rallyes sur terre.

## Palmarès

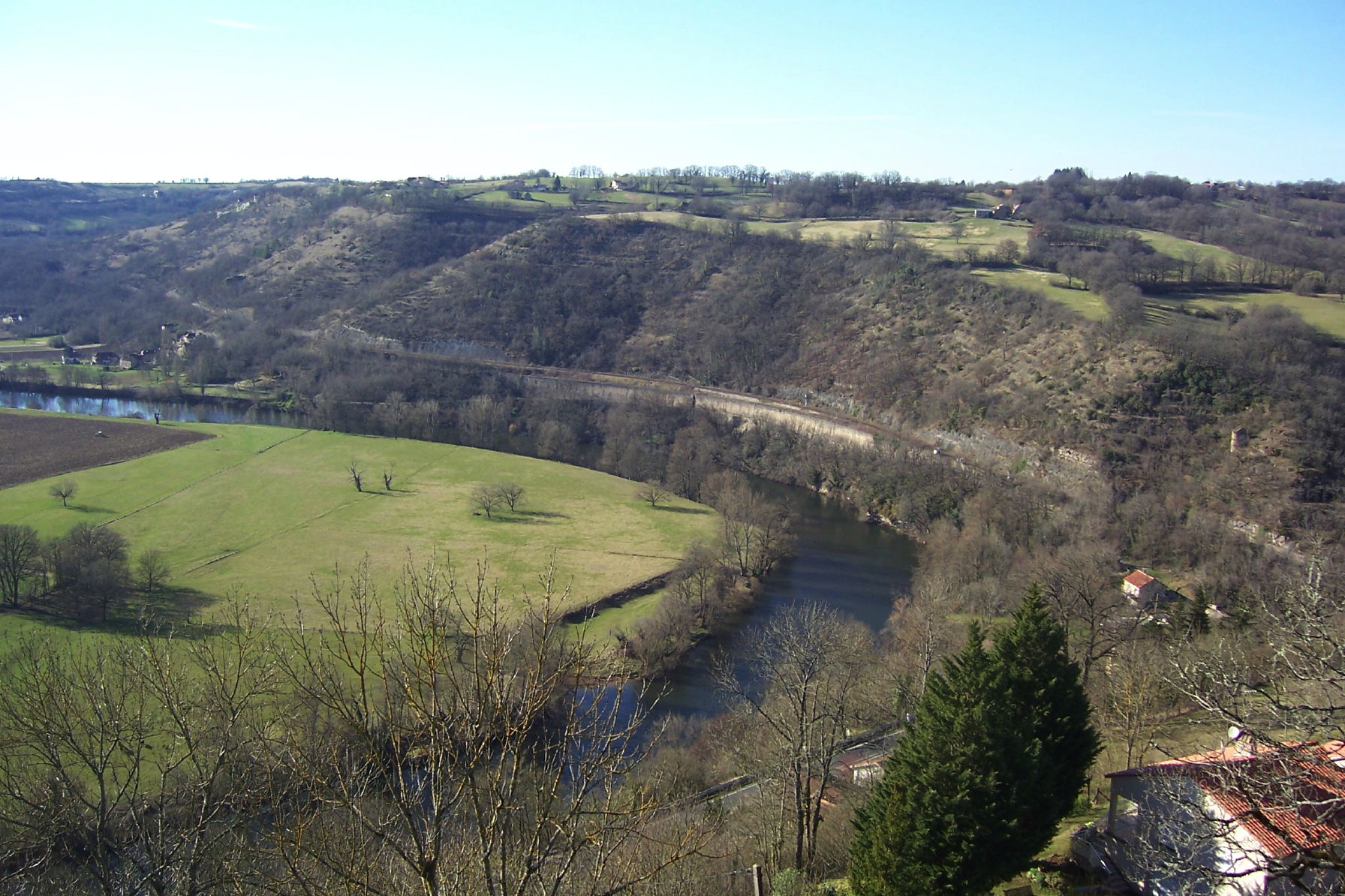
Le Lot, depuis Capdenac-le-Haut.

| Année   | Pilote                                             | Copilote                                           | Voiture                                            |
| ------- | -------------------------------------------------- | -------------------------------------------------- | -------------------------------------------------- |
| 2000    | Les données manquantes sont à compléter.           | Les données manquantes sont à compléter.           | Les données manquantes sont à compléter.           |
| 2001    | Stéphane Ducourneau                                | Christophe Valet                                   | Citroën Saxo T4                                    |
| 2002    | Jean-Claude Lavigne                                | Alain Thérond                                      | Mitsubishi Lancer Evo VI                           |
| 2003    | Jean-Pierre Richelmi                               | Freddy Delorme                                     | Ford Focus WRC                                     |
| 2004    | Laurent Battut                                     | Vincent Lacoste                                    | Mitsubishi Lancer Evo VIII                         |
| 2005    | Jean-Marie Cuoq                                    | David Marty                                        | Peugeot 206 WRC                                    |
| 2006    | Jean-Marie Cuoq                                    | Grégory Pain                                       | Peugeot 307 WRC                                    |
| 2007    | Stéphane Chambon                                   | Antoine Paque                                      | Subaru Impreza 555                                 |
| 2008    | Christophe Ferrier                                 | Christopher Le Morillon                            | Mitsubishi Lancer Evo IX                           |
| 2009    | Paul Chieusse                                      | Philippe Guellerin                                 | Peugeot 206 WRC                                    |
| 2010    | Jean-Marie Cuoq                                    | Pascal Duffour                                     | Peugeot 206 WRC                                    |
| 2011    | Laurent Carbonaro                                  | Alexandre Léonard (Trescoule)                      | Ford Focus WRC                                     |
| 2012    | Paul Chieusse                                      | Didier Meffre                                      | Peugeot 307 WRC                                    |
| 2013    | Lionel Baud                                        | Alexandre Chioso                                   | Peugeot 307 WRC                                    |
| 2014,   | Jean-Marie Cuoq                                    | Jérôme Degout                                      | Citroën C4 WRC                                     |
| 2015    | Jean-Marie Cuoq                                    | Marielle Grandemange                               | Citroën C4 WRC                                     |
| 2016    | Stéphane Lefebvre                                  | Gabin Moreau                                       | Citroën C4 WRC                                     |
| 2017    | Jean-Marie Cuoq                                    | Marielle Grandemange                               | Citroën C4 WRC                                     |
| 2018    | Thibault Durbec                                    | Jacques-Julien Renucci                             | Citroën DS3 WRC                                    |
| 2019    | Thibault Durbec                                    | Jacques-Julien Renucci                             | Citroën DS3 WRC                                    |
| 2020/21 | Rallye non-organisé, dû à la pandémie de Covid-19. | Rallye non-organisé, dû à la pandémie de Covid-19. | Rallye non-organisé, dû à la pandémie de Covid-19. |
| 2022    | Mathieu Franceschi                                 | Lucie Baud                                         | Škoda Fabia Rally2 evo (en)                        |
| 2023,   | Jean-Baptiste Franceschi                           | Lucie Baud                                         | Škoda Fabia Rally2 evo                             |
| 2024    | Florent Todeschini                                 | Florian Barral                                     | Citroën C3 Rally2 (en)                             |
| 2025    | Laurent Pellier                                    | Kévin Bronner                                      | Škoda Fabia RS Rally2                              |